# Hillbilly
La denominación hillbilly describe tanto a los habitantes de las zonas rurales montañosas de Estados Unidos, principalmente el área de los Apalaches, como a su música.

## Gentilicio
Como gentilicio, hillbilly es un término peyorativo usado en Estados Unidos para definir a los habitantes de ciertas áreas remotas, rurales o montañosas. En particular, el término se usa para describir a los residentes de los Apalaches, cordillera montañosa situada paralela a la Costa Este de los Estados Unidos, actualmente, una de las zonas más deprimidas del país. En puridad, el término tiene una connotación de aislamiento respecto de la cultura dominante, no necesariamente de rechazo o resistencia a ella, y sólo es despectivo dependiendo del contexto en que se usa o el objetivo que se persigue.
Los orígenes del término son oscuros. Según Anthony Harkins, en su libro Hillbilly: A Cultural History of an American Icon, el término aparece impreso, por primera vez, en 1890, en un artículo del New York Journal, con la siguiente definición: "Hill-Billie is a free and untrammeled white citizen of Alabama, who lives in the hills, has no means to speak of, dresses as he can, talks as he pleases, drinks whiskey when he gets it, and fires off his revolver as the fancy takes him" (Hillbilly es un ciudadano blanco de Alabama, libre e irrestricto, que vive en las colinas, carece de medios dignos de mención, viste como puede, habla como quiere, bebe whisky cuando tiene oportunidad, y dispara su revólver cuando se le antoja).
El uso del término Hillbilly, generalmente, se diferencia de otros términos que se refieren a la gente rural en los Estados Unidos, como hick, redneck o cracker.

## Género musical
Por extensión, Hillbilly se refiere también a la música tradicional propia de estas zonas, que se encuentra en la base del Bluegrass y el Country.

### Origen
Los Montes Apalaches fueron colonizados hacia 1700 por inmigrantes escoceses, galeses e irlandeses, que constituyeron una población bastante homogénea, social y culturalmente endogámica. Sus tradiciones musicales, basadas en las baladas, gigas y reels, se mantuvieron incólumes durante dos siglos, a la vez que influyeron en el folclore de las zonas circundantes.
En su origen, el hillbilly se organizaba instrumentalmente alrededor de tres instrumentos de cuerda: mandolina, guitarra y violín (o fiddle), aunque eran también usuales el dulcémele y, más adelante, el banjo. Mucho más tarde, ya en el siglo XX, se le añade el contrabajo. Por su parte, el estilo vocal es fácil de reconocer: Voz solista aguda, casi estridente, con armonías de dos, tres y cuatro intervalos.

### Crecimiento
En los años 20, la música tradicional de los Apalaches salió de su refugio, básicamente de la mano de la familia Carter, liderada por A.P. Carter, un vendedor de árboles frutales de Rye Cove (Apalaches meridionales), y de un programa de radio de Nashville, llamado Grand Ole Opry, que comenzó en 1925 y se grababa los sábados en directo, y que después era retransmitido por más de cuatrocientas emisoras de todo el país, y se convirtió en programa de televisión.
La familia Carter estuvo grabando entre 1927 y 1943 básicamente baladas de tradición anglosajona y cantos religiosos, y solo en 1930 habían vendido ya más de diez millones de discos. No obstante, el primer artista del Grand Ole Opry fue el violinista Uncle Jimmy Thompson, que entonces pasaba de los 80 años, pero tenía una gran popularidad, aunque el primero en grabar un disco fue el violinista Fiddling John Carson. Un grupo, denominado Delmore Brothers, grabó un tema titulado Hillbilly boogie, que es el primer registro musical que usa esta palabra. Después, durante las décadas de los 20 y los 30, grabaron los Monroe Brothers, de Kentucky; los Dixon Brothers, de Carolina del Sur, Uncle Dave Macon, de Tennessee; el legendario Jimmie Rodgers, de Misisipi, que murió en 1933; y todos los grupos y artistas conocidos de hillbilly. Fue precisamente en este programa, donde se aplicó, por primera vez, esta denominación a la música rural de los Apalaches.
En los años 40, encontramos a las estrellas más relevantes del hillbilly: Bill Monroe y los Blue Grass Boys, los banjistas Earls Scruggs y Doc Boggs; Lester Flatt y sus Foggy Mountain Boys, Clarence Ashley y Doc Watson, entre otros.

### Nashville
Como indica Donald Myrus, Nashville es al hillbilly lo que Hollywood fue para el cine en su época. A partir de los 50, la música rural se impregna del rhythm & blues en boga y comienza a desarrollarse el rock & roll, generándose un Sonido Nashville que se definió como Rockabilly, la música folclórica de la era eléctrica, con artistas que alcanzaron enorme repercusión: The Greenbriar Boys, Johnny Cash, Jimmy Dean, Roger Miller, Marty Robins, Lefty Frizell o Hank Williams.
En esta época comienza a denominarse al hillbilly, también, como Bluegrass, a consecuencia precisamente del gran éxito que obtuvo el grupo de Bill Monroe.

### Decadencia del término
Los años 60, tienen sus propias figuras, en especial los New Lost City Ramblers de Mike Seeger, precursores del country rock. También, Frank Proffitt, que falleció en 1965; y el Kingston Trio, que popularizó el Tom Doodley de Proffitt. También se recuperó a algunos de los viejos: Roscoe Halcomb, Wade Ward o la dulcemelista Jean Ritchie.
Sin embargo, en esta época, comienza a caer en desuso el término hillbilly, sustituido por etiquetas como Country & Western, Old timey y, sobre todo, Bluegrass, que será la denominación que trascienda a todo el mundo.